# 塔霍湖亞口魚
塔霍湖亞口魚（學名：Catostomus tahoensis）為輻鰭魚綱鯉形目亞口魚科的其中一種，為溫帶淡水魚，分布於北美洲美國奧勒岡州東南部、內華達州塔霍湖、金字塔湖和加利福尼亞東北部的拉昂坦湖流域，本魚體呈圓柱形，口下位呈吸盤狀，側線鱗83-87個，體上面顏色很深，下面顏色較淺，鰭呈暗色，繁殖期中的雄魚顯示出鮮紅色的側線，體長可達61公分，壽命可達15年，棲息在礫石底質的溪流和湖泊，以藻類、昆蟲等為食。 